# Trox sabulosus
| |               |
| Abb. 1: Aufsicht | Abb. 2: Front |
| |               |
| Abb. 3: Unterseite | Abb. 4: Kopf  |
| |               |
| Abb. 5: Flügeldecken, Ausschnitt, teilweise getönt grün:Punktstreifen gelb:gerade Intervalle rot:un- gerade Intervalle |               |

Trox sabulosus ist ein Käfer aus der Familie der Erdkäfer (Trogidae).  Diese wurden früher zu den Blatthornkäfern gestellt, weil der Bau der Fühler in beiden Familien ähnlich ist. Das acht bis neun Millimeter lange Tier ernährt sich von tierischen Überresten. Gelegentlich werden die deutschen Namen Breitstreifiger Erdkäfer oder Knochenkäfer benutzt.

## Körperbau des Käfers
Der Käfer ist braunschwarz, die Fühler rostrot. Die im Alter häufig abgeriebenen Borsten sind bräunlich-gelb. Der Körper ist kurz, verkehrt eiförmig und stark gewölbt.
Der Kopf ist in den Halsschild zurückgezogen. Die Fühler sind zehngliedrig, die letzten drei Glieder bilden einen Fächer, der durch die feine Behaarung matt erscheint. Das erste Glied der Geissel ist lang und auf der Unterseite leicht ausgehöhlt. Die Mundwerkzeuge sind nach unten gerichtet und liegen nicht mit dem Kopfschild in einer Ebene. Die Oberkiefer sind kurz mit kleiner, fast glatter Mahlfläche. Die Kiefertaster sind ziemlich kurz, das Endglied länglich. Das dritte Lippentasterglied ist eiförmig verdickt.
Der Halsschild ist seitlich und an der Basis (das ist die hintere Seite, zu den Flügeldecken hin) gerandet. Seitlich schließt er mit einer Reihe kurzer Borsten ab, an der Basis sitzen weniger regelmäßig etwas längere Borsten. Die gewölbte Scheibe ist grob skulpturiert, tief punktiert und besitzt ebenfalls Borstenreihen.
Die Flügeldecken bedecken das Körperende. Jede Flügeldecke trägt zehn Streifen aus flachen Grübchen (in Abb. 5 teilweise grün getönt). Die Streifen sind im Vergleich mit anderen Arten der Gattung breit, fast so breit wie die Intervalle zwischen den Streifen. Dies erklärt den deutschen Namensteil breitstreifig. Auf dem dritten, fünften, siebten und neunten Zwischenraum (in Abb. 5 teilweise rot getönt) reihen sich größere Tuberkel, die mit kurzen kräftigen Borsten besetzt sind und deswegen große Borstenflecken bilden. Auf den geraden Zwischenräumen (in Abb. 5 teilweise gelb getönt) sitzen weniger dicht kleinere Erhabenheiten. Sie sind ebenfalls beborstet und bilden kleine Borstentüpfelchen. Im Alter ist der Käfer weitgehend kahl (Abb. 1).
Die Vorderbrust (Prosternum) ist zwischen den Vorderbeinen nach hinten verlängert. Dieser Prosternalfortsatz ist kurz und spitz. Der Hinterleib zeigt nur fünf Sternite. Die Hüften des mittleren Beinpaars sind sehr klein und rundlich. Die Beine haben fünfgliedrige Tarsen, die Vorderbeine sind durch den gezähnten Außenrand der Schienen als Grabbeine ausgebildet.

## Lebensweise
Die wärmeliebenden Käfer können durch Reiben des Hinterleibs an den Flügeldecken zirpende Geräusche erzeugen. Die Art findet man nicht selten an sandigen Stellen mit schütterem Bewuchs. Sie suchen dort trockenes Aas, alte Knochen, Lappen, Felle, Leder, Hufen, Federn und Gewölle auf.

## Verbreitung
Die Art ist nahezu in ganz Europa verbreitet. Insgesamt wird fast die gesamte Paläarktis besiedelt, von Europa über Sibirien, Kasachstan und die Mongolei bis Korea. Tiere aus Japan werden der Unterart fujiokai Ochi, 2000 zugeordnet. Im Süden umfasst das Areal Kleinasien und Syrien.

## Taxonomie und Systematik
Die Gattung Trox ist weltweit mit 46 Arten, in Europa mit 21 Arten vertreten, die alle zur Untergattung Trox gehören. In Mitteleuropa trifft man etwa acht Arten an. Trox sabulosus ist Typusart der Gattung Trox.
Die Art wurde 1758 von Linné in der zehnten Auflage seiner Systema naturae als 33. Art der Gattung Scarabaeus erstmals beschrieben. Die kurze Beschreibung wird mit der Angabe “Habitat in Europae terra sabulosa” (lat.: lebt in sandiger Erde in Europa) ergänzt. Dies erklärt den Artnamen sabulosus (lat. sabulōsus  = sandig). Die Gattung Trox wurde 1775 durch Fabricius von Scarabaeus abgespalten.  Der Gattungsname Trox (von altgr. τροξ trox Nager) bezieht sich möglicherweise darauf, dass der Oberkiefer gegabelt ist (lat. maxilla bifida).